# Hautefage
Hautefage település Franciaországban, Corrèze megyében. Lakosainak száma 316 fő (2022. január 1.). Hautefage La Chapelle-Saint-Géraud, Mercœur, Saint-Geniez-ô-Merle, Saint-Martial-Entraygues, Servières-le-Château, Sexcles és Argentat-sur-Dordogne községekkel határos.

## Népesség
A település népességének változása:
| Lakosok száma | 386  | 330  | 309  | 305  | 311  | 310  | 313  | 317  | 316  | 316  |
|               | 1968 | 1982 | 1990 | 2006 | 2013 | 2015 | 2017 | 2019 | 2020 | 2022 |